# رونالد ای. پارایز
رونالد اِی. پارایز (به انگلیسی: Ronald A. Parise) فضانورد اهل کشور ایالات متحده آمریکا است که در ۲۴ مه ۱۹۵۱ میلادی در وارن، اوهایو زاده شد. وی در مأموریت اس‌تی‌اس-۳۵، اس‌تی‌اس-۶۷ حضور داشته است.